# Desmacella
Desmacella is een geslacht van sponsdieren uit de klasse van de Demospongiae (gewone sponzen).

## Soorten
- Desmacella alba (Wilson, 1904)
- Desmacella ambigua Bergquist & Fromont, 1988
- Desmacella annexa Schmidt, 1870
- Desmacella arenifibrosa Hentschel, 1911
- Desmacella austini Lehnert, Conway, Barrie & Krautter, 2005
- Desmacella corrugata (Bowerbank, 1866)
- Desmacella democratica (Sollas, 1902)
- Desmacella dendyi de Laubenfels, 1936
- Desmacella digitata (Lévi, 1960)
- Desmacella grimaldii (Topsent, 1890)
- Desmacella informis (Stephens, 1916)
- Desmacella infundibuliformis (Vosmaer, 1885)
- Desmacella inornata (Bowerbank, 1866)
- Desmacella ithystela Hooper, 1984
- Desmacella jania Verrill, 1907
- Desmacella koltuni Göcke & Janussen, 2013
- Desmacella lampra de Laubenfels, 1954
- Desmacella meliorata Wiedenmayer, 1977
- Desmacella microsigma (Lévi, 1964)
- Desmacella microsigmata Cavalcanti, Santos & Pinheiro, 2015
- Desmacella peachi Ferrer-Hernandez, 1914
- Desmacella polysigmata van Soest, 1984
- Desmacella pumilio Schmidt, 1870
- Desmacella suberitoides (Burton, 1932)
- Desmacella topsenti (Burton, 1930)
- Desmacella toxophora Lévi, 1993
- Desmacella tylostrongyla Li, 1986)
- Desmacella tylovariabilis Cavalcanti, Santos & Pinheiro, 2015
- Desmacella vagabunda Schmidt, 1870
- Desmacella vestibularis (Wilson, 1904)
- Desmacella vicina Schmidt, 1870